# 동화 만화 캘린더
《동화 만화 캘린더》(일본어: おとぎマンガカレンダー 오토기 망가 카렌다[*])는 1961년부터 1964년까지 일본 후지TV와 TBS에서 방송된 일본의 흑백 애니메이션이다. 일본에서 제작된 최초의 텔레비전 애니메이션 시리즈이다.

## 개요
《동화 만화 캘린더》는 '오늘날 사람들에게 알려지지 않은' 캐릭터에 대한 역사적 사건을 그려낸 역사 애니메이션이다. 사건 설명을 위해 사진과 영화가 애니메이션에 삽입하는 기법도 사용하였다. 사건에 관한 참고자료는 당시 요코야마 류이치가 <후쿠짱>을 연재하던 마이니치 신문에서 제공하였다.
이 작품은 일본 최초의 텔레비전 애니메이션 시리즈지만, 시리즈가 아닌 단편으로는 1958년 7월 14일 니혼TV에서 방송된 《두더지 아방튀르》이 최초이며, 30분 분량의 텔레비전 애니메이션 시리즈로는 1963년 1월 1일부터 후지TV에서 방송된 《우주소년 아톰》이 먼저다.

## 작품 목록
이 프로그램은 총 두 개의 시즌으로 나뉘어 방영되었다.
- 〈인스턴트 히스토리〉 (インスタントヒストリー)

1961년 5월 1일부터 1962년 2월 24일까지 후지TV에서 방송된 시즌이다. 1화당 3분 분량이며, 총 312회가 방송됐다. 제공협찬은 메이지 제과 한 곳이었다. 방송 시간은 다음과 같다.
| 방송시간    | 방송시간   | 월 - 금요일   | 토요일        | 일요일        |
| ----------- | ---------- | ------------- | ------------- | ------------- |
| 1961년 5월  | 1961년 9월 | 17:47 - 17:50 | 17:07 - 17:10 | 17:22 - 17:25 |
| 1961년 10월 | 1962년 2월 | 18:07 - 18:10 | (방영종료)    | 17:22 - 17:25 |
- 〈동화 만화 캘린더〉(おとぎマンガカレンダー)

1962년 6월 25일부터 1964년 7월 4일까지 TBS에서 방송된 시즌이다. 총 312회 방송되었으며 방송시간은 5분이었다. 기린 박사 시리즈의 첫 작품이며, 기린 맥주가 협찬제공했다. 해당 시리즈 중에서는 유일하게 간토 지역에서 방영된 작품으로, 다음 작품인 〈박식 대학 내일의 달력〉부터는 마이니치 방송 (당시 NET 텔레비전)으로 방송국을 옮겼다. TBS의 후속 프로그램은 똑같이 기린 맥주에서 협찬한 《오뎅키 마마상》이었다.
이후 이 작품은 일본 내에서도 거의 알려지지 않았지만, 2007년 11월 후지테레비721의 프로그램 <쇼와 아니메 전설 ~TV애니메이션의 새벽 에이켄~>에서 1963년 1월 1일 방영된 <쿠베르탱 태어나다> 편이 방송됐다. 또 2009년 7월에는 TV아사히의 《시루시루미시루》에서 '애니메이션의 처음' 코너에서 제1회 <엠파이어 스테이트 빌딩 개관> 편이 일부 방송됐다.

## 스태프
- 감독：요코야마 류이치
- 조감독：스즈키 신이치(일본어판), 마쓰야마 미치히로
- 각본, 디자인, 작화: 요코야마 류이치, 스즈키 신이치, 마쓰야마 미치히로
- 미술：사이토 히로시
- 제작：오토기프로

## 같이 보기
- 기린 박사 시리즈
- 1960년대 텔레비전 애니메이션 목록
- 일본 애니메이션